# Premio internazionale Simón Bolívar
Il premio internazionale Simón Bolívar è assegnato per un'attività particolarmente meritoria che, in conformità con lo spirito di Simón Bolívar, abbia contribuito alla libertà, l'indipendenza e la dignità dei popoli, alla fortificazione della solidarietà tra le nazioni, favorendo il suo sviluppo o facilitando l'avvento di un nuovo ordine internazionale economico, sociale e culturale. Questa attività può consistere in un'opera creativa intellettuale o artistica, una realizzazione sociale o in azioni di motivazione dell'opinione pubblica. 
Il premio è stato attribuito ogni due anni dal 24 luglio 1983, data del bicentenario della nascita di Simón Bolívar fino al 2004. Ai vincitori si attribuisce una somma di comune accordo tra il direttore dell'UNESCO e il Governo del Venezuela. La giuria internazionale è composta da 5 personalità rappresentative di diverse regioni del mondo nominate dal direttore generale, una personalità per il Governo di Venezuela e un rappresentante del direttore generale. Le risoluzioni della giuria vengono adottate all'unanimità. Possono presentare candidature al premio gli stati membri dell'UNESCO e le organizzazioni intergovernative o le ONG iscritte nell'UNESCO con relazioni di conferenza di associazioni o di informazione e consulenza.

## Vincitori
| Anno | Artista                   |
| ---- | ------------------------- |
| 1983 | Juan Carlos I Di Spagna   |
| 1983 | Nelson Mandela            |
| 1985 | Gruppo Contatore          |
| 1988 | Vicaría Della Solidarietà |
| 1990 | Václav Havel              |
| 1992 | Aung San Suu Kyi          |
| 1992 | Julius Nyerere            |
| 1996 | Muhammad Yunus            |
| 1998 | Mário Soares              |
| 1998 | Milad Hanna               |
| 2000 | Samuel Ruiz García        |
| 2000 | Luglio María Sanguinetti  |
| 2003 | Paco Moncayo              |
| 2004 | Nadia A il-Jurdi Nouaihed |
| 2004 | Casa delle Américas       |